# Sibyl Sanderson
 (mars 2020).
Si vous disposez d'ouvrages ou d'articles de référence ou si vous connaissez des sites web de qualité traitant du thème abordé ici, merci de compléter l'article en donnant les références utiles à sa vérifiabilité et en les liant à la section « Notes et références ».
Pour les articles homonymes, voir Sibyl.
Sibyl Sanderson, née à Sacramento (Californie) le 7 décembre 1864 et morte à Paris le 16 mai 1903, est une soprano américaine, particulièrement associée au répertoire français.

## Biographie
Après des études musicales au Conservatoire de San Francisco, elle vient à Paris, où elle complète sa formation avec Mathilde Marchesi et Giovanni Sbriglia. Elle débute sous le nom d’Ada Palmer à La Haye en 1888, dans le rôle de Manon.
Elle retourne à Paris, où elle chante au palais Garnier, notamment Gilda et Juliette. Elle est très admirée par Jules Massenet, qui écrit pour elle Esclarmonde (1889) et Thaïs (1894). Elle crée également Phryné (1893) de Camille Saint-Saëns.
Elle paraît aussi à Londres en 1891, à Saint-Pétersbourg en 1892, puis à New York en 1895 et 1901.
Sa grande beauté, ses dons d'actrice, mais aussi sa voix d'une exceptionnelle étendue (trois octaves) lui valurent une grande popularité.
Elle se retire de la scène après son mariage avec le richissime cubain Antonio Terry (1857-1898), et meurt prématurément d'une pneumonie.

## Sources
1. ↑  « Élevée à San Francisco, elle vient à Paris pour suivre des cours de chant. Elle suit les cours de Mathilde Marchsesi de Castrone et de Giovanni Sbriglia au Conservatoire national. », sur musicologie.org (consulté le 5 décembre 2024)

- Roland Mancini et Jean-Jacques Rouveroux, Le Guide de l'opéra, Fayard, 1986  (ISBN 978-2213595672)
- Jens Streckert, París, capital de América Latina: Latinoamericanos en la Ciudad Luz durante la Tercera República (1870-1940), Universo de letras, 2019  (ISBN 9788417926922).
- Jack Winsor Hansen, The Sibyl Sanderson Story: Requiem for a Diva, Amadeus Press, 2005  (ISBN 9781574670943).